# La cifra impar
La cifra impar es una película de Argentina en blanco y negro. Se trata del primer film dirigido por Manuel Antín, según su propio guion escrito en colaboración con Antonio Ripoll y basada en el cuento "Cartas de mamá" del libro Las armas secretas, de Julio Cortázar. Algunas de las escenas en exteriores fueron rodadas en París, algo inusual para la época, sobre todo tratándose de una producción independiente. 
El relato presenta una estructura narrativa fragmentada, donde pasado y presente se entrelazan para contar la historia de una pareja que vive en París, atormentada por su pasado en Buenos Aires (centrado en la figura de Nico, hermano de él y antiguo novio de ella). El montaje del film, a cargo de Antonio Ripoll, potencia el juego temporal apoyándose además en el uso de la música; recursos que diferencian al film del cine que hasta entonces solía hacerse en Argentina. 
El estreno tuvo lugar en el cine Metro, el 15 de noviembre de 1962. Aunque tuvo escasa repercusión de público en su momento, con el correr de los años ha pasado a ocupar un lugar prominente entre las películas de la llamada Generación del 60. 
Fue premiada con el Cóndor de Plata al Mejor Director para Manuel Antín, Mejor Actor (Lautaro Murúa) , Mejor Actriz de Reparto (Milagros de la Vega), Mejor Escenografía (Ponchi Morpurgo y Federico Padilla) y Mejor Fotografía en blanco y negro (Ricardo Aronovich).
Julio Cortázar tuvo oportunidad de ver la película una vez terminada, en una proyección privada en los laboratorios Alex, en Buenos Aires, y quedó muy conforme con la adaptación. A partir de entonces, Cortázar y Antín iniciaron una amistad que duraría años, y una colaboración profesional que daría otras dos películas dirigidas por Antín sobre cuentos de Cortázar: Circe (en cuyo guion colaboró Cortázar, estrenada en 1964) e Intimidad de los parques (rodada en Perú y estrenada en 1965).

## Reparto
- Lautaro Murúa		 (Luis)
- María Rosa Gallo		 (Laura)
- Sergio Renán		 (Nico)
- Milagros de la Vega		 (Mamá)
- Maurice Jouvet
- José María Fra
- Adriana Peña